# Springport (Michigan)
Pour les articles homonymes, voir Springport.
Springport est un village du comté de Jackson, dans l'État du Michigan, aux États-Unis. En 2020, il comptait une population de 776 habitants.